# 蘿蔔乾
蘿蔔乾，在臺灣、福建、廣東潮汕、香港和澳門地區稱為菜脯，是醃製過的鹹白蘿蔔乾，是東亞地区常見的醬菜。常見包装方式有玻璃瓶裝與真空袋裝。蘿蔔乾可炒蛋、煎蛋、炒毛豆、配飯糰、炒鹹菜等。
蘿蔔乾含有維生素B、鐵，可以降血脂、降血壓，但長期食用可能會導致牙齒疼痛。
湖北地區有兩種蘿蔔乾，其中一種把蘿蔔切碎曬乾後加辣椒醬或豆瓣醬並加麻油醃製的被稱為「醬蘿蔔」，不加醬的乾燥用鹽醃製的形態稱為「蘿蔔乾」或者「蘿蔔丁」。一般醬蘿蔔直接配飯或稀飯（白粥）食用，蘿蔔乾除了配稀飯（白粥）食用或者可以做蘿蔔丁炒肉等炒菜，同時也是熱乾麵、炸醬麵、早堂麵等麵食的小菜。
在臺灣、大陸福建、廣東潮汕、香港和澳門地區稱為菜脯（俗寫為菜餔、菜甫），但「脯」字才是正寫。「脯」的本意是肉乾，「菜脯」就是醃製過的蘿蔔乾，而閩南語習慣稱蘿蔔為「菜頭」，因此把醃蘿蔔乾稱為「菜脯」，自製的話可以蘿蔔切粒、泡水。加糖、麻油、辣椒調味。是粉仔、狗仔粉、油渣麵等配菜，亦可用來配粥、做菜脯蛋等，而台灣客家族群擅長以菜脯入菜，但是在潮汕地區除了蘿蔔有其他類型的菜脯。
日本黃蘿蔔乾（或稱甜蘿蔔）（日語:沢庵漬け）的做法，成分：白蘿蔔（去皮切段）、砂糖、鹽、白醋、乾辣椒、番紅花的雄蕊或薑黃、黃梔子（染色用）。將所有材料置入塑膠袋揉搓，用橡皮筋束口，每隔一定時間翻轉使白蘿蔔均勻浸在汁液裡，半天後將袋裡的空氣排出，約第三到四天就完成（切片使用）。台灣也由於受日本殖民時期影響，早期一些小吃會加入黃蘿蔔乾食用來補充營養，例如: 米糕或肉燥飯。但由於後來商販改用化工色素染色，社會富裕以後，這類有疑慮的加工食品已經逐漸消失，菜脯文化代表著早期底層窮困人家的飲食。